# Wycofanie (wojsko)

Odwrót Napoleona spod Moskwy

Wycofanie (odwrót) (ang. withdrawal) – rodzaj walki prowadzonej w celu zerwania kontaktu bojowego z przeciwnikiem lub uchylenia się od starcia w niekorzystnej sytuacji. Jest etapem pośrednim podczas prowadzenia walki. Pojęcia „odwrót” i „wycofanie” traktowane są jako synonimy. Zazwyczaj „wycofanie” występuje przy rozpatrywaniu zagadnień taktycznych, a „odwrót” przy strategicznych. Przeprowadza się je w celu zerwania kontaktu bojowego z przeciwnikiem lub uchylenia się od starcia z nim w niekorzystnej sytuacji. Wycofanie może być uważane za manewr wojsk prowadzony w celu wyjścia spod uderzeń przeważających sił przeciwnika, zajęcia korzystniejszego położenia do następnych zadań, zyskanie na czasie i wygospodarowanie sił na innych kierunkach.

## Charakterystyka wycofania
Wykonanie zamierzeń wycofania polega na opuszczeniu w sposób zorganizowany zajmowanego pasa (rejonu) obrony z zachowaniem przez wojska zdolności bojowej. Celem wycofania (odwrotu) jest wyprowadzenie wojsk spod uderzenia przeważających sił nieprzyjaciela lub uchylenie się od starcia w niekorzystnych warunkach, zajęcie dogodniejszego położenia lub zyskanie na czasie.
W zależności od celów i zadań, wyróżnia się trzy główne części składowe tego rodzaju działań. Są to działania opóźniające, wyjście z walki i odejście. Istotą wycofania jest oderwanie się od przeciwnika pod osłoną wydzielonej części sił, unikając wdawania się w walkę z przeciwnikiem, w celu zachowania sil do realizacji innego zadania.
Wycofanie może być zamierzone lub wymuszone. Prowadzi się je w sposób zorganizowany, skrycie i szybko. Powinno być ono wykonywane z reguły w warunkach ograniczonej widoczności.
Do wycofania wojsk może dochodzić w następujących sytuacjach:
- wyczerpano wszelkie możliwości osiągnięcia celu walki
- warunki terenowe lub sytuacja taktyczna nie są korzystne do rozegrania walki
- zachodzi potrzeba wzmocnienia wojsk walczących na innym kierunku
- stan zabezpieczenia logistycznego wojsk nie pozwala na kontynuację walki
- wystąpi zagrożenie okrążenia walczących wojsk

Manewr wycofania można określić jako odejście w kierunku przeciwnym do oddziaływania przeciwnika. Może on być realizowany w dwóch zasadniczych formach: marszu odwrotowego lub działań opóźniających. Zakłada się, iż podczas marszu odwrotowego przeciwnik nie będzie posiadał zdecydowanej przewagi, a wojska własne będą dysponowały odpowiednim potencjałem. Praktycznie zawsze pierwszy etap wycofania, czyli oderwanie się od przeciwnika, musi być zorganizowane w formie zbliżonej do działań opóźniających. W tej fazie działania istotne jest wsparcie szczebla nadrzędnego oraz jednoczesne oddziaływanie na przeciwnika z dogodnych rubieży terenowych. Sposób prowadzenia wycofania w tej formie będzie uzależniony od oddziaływania przeciwnika, terenu i głębokości wykonywanego manewru

## Prowadzenie wycofania
Wycofanie (odwrót) powinno przebiegać zgodnie z zasadami obowiązującymi w czasie prowadzenia działań opóźniających. Powodzenie wycofania zależy przede wszystkim od sprawnego wykonywania manewru przez oddziały (pododdziały), umiejętnego wykorzystania terenu oraz stosowania na szeroką skalę zapór inżynieryjnych (niszczeń). Rozpoczyna się z zasady po uzyskaniu zgody przełożonego. W sytuacjach trudnych (brak łączności) i grożących poniesieniem dużych strat o wycofaniu decyduje dowódca wojsk walczących z przeciwnikiem.
Ze względu na położenie w stosunku do przeciwnika, wycofanie (odwrót) można rozpocząć z położenia w bezpośredniej styczności z nim lub bez styczności. Z kolei w zależności od charakteru jego działań, wycofanie i odwrót mogą być prowadzone bez jakiegokolwiek oddziaływania przeciwnika, w warunkach oddziaływania wyłącznie ogniowego lub pod ciągłym naciskiem zgrupowań lądowych. Mogą one być przeprowadzane pod osłoną sił wydzielonych do tego celu przez przełożonego albo realizowane całkowicie samodzielnie.
Wyjście z walki
Wycofanie (odwrót) rozpoczyna się zazwyczaj wyjściem z walki. Ma ono na celu zerwanie kontaktu bojowego z przeciwnikiem i zyskanie swobody działania. Jest ono też elementem działań opóźniających, występującym podczas opuszczania poszczególnych pozycji. Polega na skrytym opuszczeniu zajmowanych pozycji w bezpośredniej styczności z przeciwnikiem i oddaleniu się od niego na odległość umożliwiającą przyjęcie ugrupowania marszowego. Kończy się zazwyczaj z chwilą, gdy siły główne przejdą z ugrupowania bojowego w marszowe.
Aby maksymalnie ukryć moment wychodzenia z walki, dąży się do rozpoczynania opuszczania pozycji nocą lub przy ograniczonej widoczności. W styczności z przeciwnikiem pozostają pododdziały osłonowe, które wycofują się w ostatniej kolejności. W warunkach nacisku ze strony nacierającego przeciwnika, konieczne jest uprzednie wykonanie kontrataku w celu zatrzymania atakującego zgrupowania. Niewielką skrytość działań w tym przypadku należy rekompensować nagłością ich rozpoczęcia i szybkością jednoczesnego wyprowadzenia całości sił głównych poza zasięg bezpośredniego oddziaływania przeciwnika. Ważne jest oddziaływanie na przeciwnika silnym ogniem i zakłóceniami radioelektronicznymi, a także podejmowanie różnych zabiegów maskujących.
W pierwszej kolejności wyprowadza się urządzenia logistyczne, a w następnej kolejności odchodzą do tyłu oddziały drugorzutowe. Wojska znajdujące się w bezpośredniej styczności pozostawiają pododdziały osłonowe w sile plutonu (kompanii) wydzielane z pierwszorzutowych batalionów. Pozostałe plutony pod ich osłoną wychodzą poza zasięg ognia na wprost, zwijają się w kolumny kompanijne, te zaś po wyjściu poza strefę ognia przeciwpancernego formują kolumny batalionowe, które wreszcie, po oddaleniu się poza zasięg ognia podstawowej masy artylerii, mogą wchodzić na jedną drogę marszu (odejścia). Pododdziały osłonowe zazwyczaj rozpoczynają wycofanie po przyjęciu przez ich macierzysty oddział ugrupowania marszowego.
Do osłony wyjścia z walki ariergarda zajmuje przygotowaną zawczasu pozycję obronną w głębi i po przepuszczeniu wycofujących się sił głównych oraz pododdziałów osłonowych powstrzymuje ścigające je wojska przeciwnika, prowadząc przy tym działania opóźniające.